# Ingalls (Indiana)
Ingalls is een plaats (town) in de Amerikaanse staat Indiana, en valt bestuurlijk gezien onder Madison County.

## Demografie
Bij de volkstelling in 2000 werd het aantal inwoners vastgesteld op 1168.
In 2006 is het aantal inwoners door het United States Census Bureau geschat op 1585, een stijging van 417 (35,7%).

## Geografie
Volgens het United States Census Bureau beslaat de plaats een oppervlakte van
1,8 km², geheel bestaande uit land. Ingalls ligt op ongeveer 262 m boven zeeniveau.

## Plaatsen in de nabije omgeving
De onderstaande figuur toont nabijgelegen plaatsen in een straal van 16 km rond Ingalls.